# フライ・オットー

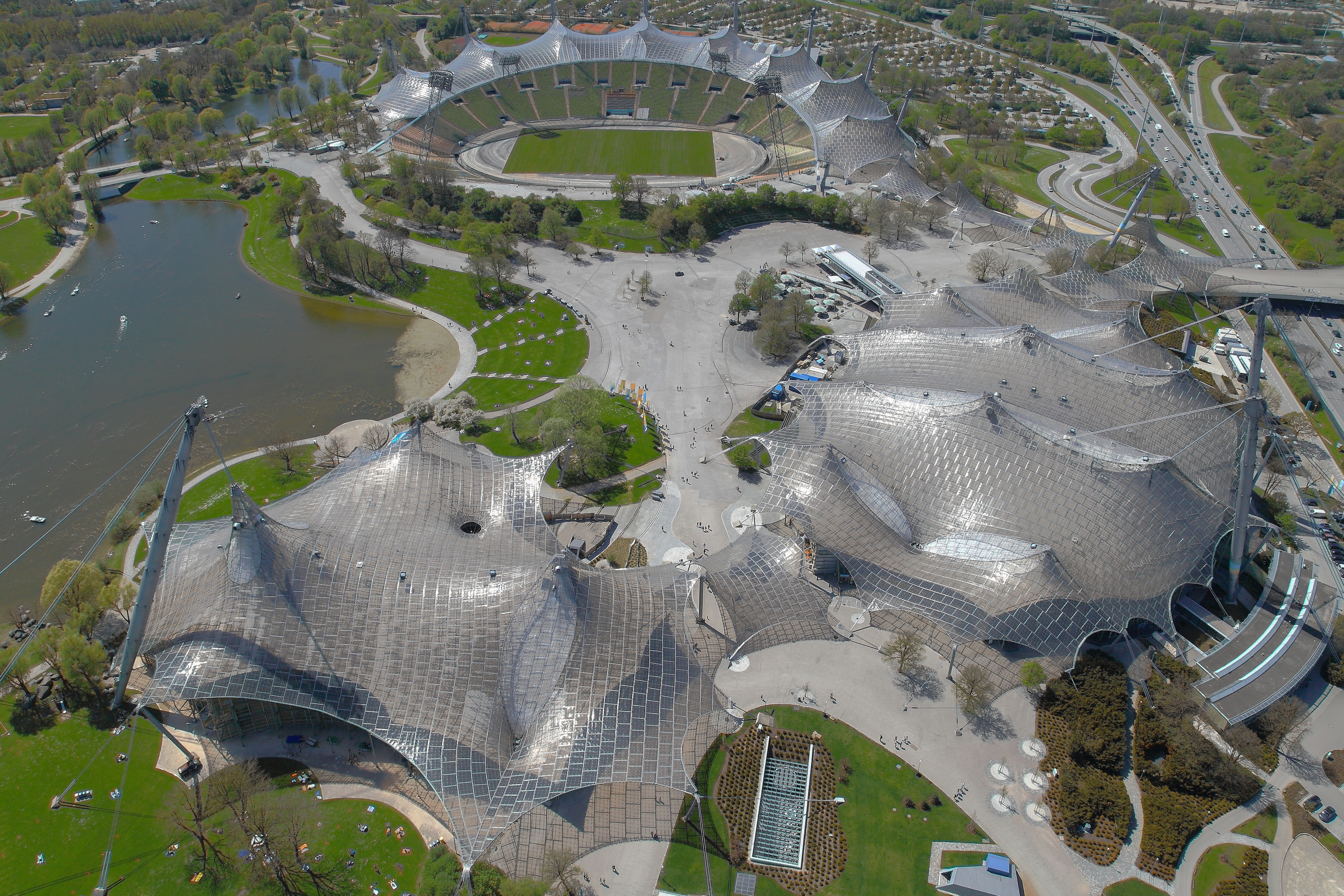
ミュンヘン・オリンピック競技場

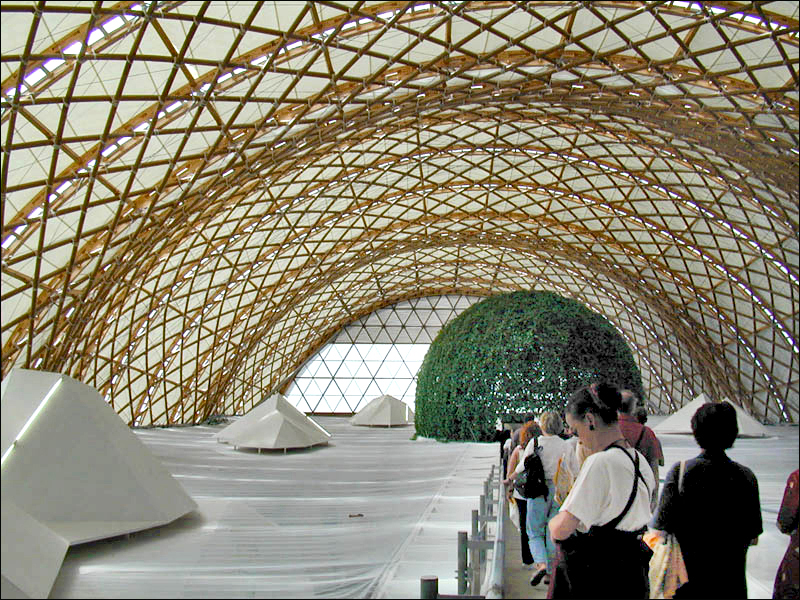
ハノーヴァー万国博覧会日本館屋根

フライ・パウル・オットー （Frei Paul Otto、1925年5月31日 - 2015年3月9日） はドイツの建築家、構造家。ケーブルネット構造や膜構造を使った空間が評価されている。特に博覧会のパヴィリオン建築や競技場建築など、その用途上大空間を必要とする建築物において、彼の得意とする膜構造の吊屋根のメリットが生かされている。自然科学から着想を得た、物理的にも意匠的にも軽やかな構造を得意とし、曲面の設計の際にはシャボン玉などを用いた実験を行うこともある。

## 経歴
フライ･オットーは、建築学を学んだ後、第二次世界大戦末期にドイツ空軍に召集された。戦闘機パイロットであった彼は、眼下の街が次々と破壊されてゆくさまに強い衝撃を受け、「永続的」で「頑丈」であることを旨とした従来の建築観への疑問と諦念を抱いたという。フランスの捕虜キャンプにおいて、住居の必要に迫られながらも、資材も何もない厳しい状態に直面した。そのときテントを駆使して住居を構築する実験を始めたのが、彼の膜構造建築への関心のはじまりであったといわれている。
第二次世界大戦後、オットーは短い間だがアメリカを訪れ、
エーリヒ・メンデルゾーン、リチャード・ノイトラ、フランク・ロイド・ライト、ミース・ファン・デル・ローエと会う。その後、1952年からドイツで独自の活動を開始し、馬の鞍型の三次曲面を用いたドイツ庭園博覧会の多目的ホールで注目を浴びた。彼が膜構造を本格的な建築構造として発表したのは1954年の博士論文「吊り屋根」でのことだった。この吊り構造の研究で博士号を取得する。
オットーは、吊り構造を用いた軽量建築物の世界的権威であり、土木技術における構造計算技術にも業績を持つ。オットーは、バックミンスター・フラーとも似た「実験」と「実践」の業績を重ねてきたといえる。その他にも両者はセントルイス・ワシントン大学、ベルリン工科大学で教鞭をとったこと、1967年のモントリオール万国博覧会の主要パヴィリオンを設計したこと、効率的なフレーム構造を追求したこと、「膨らませる建築」の実験を行ったことなど、偶然とも必然ともつかぬ共通点を持ち、両者とも従来の構造力学・構造計算手法を大きく超えた成果を出している。
オットーは1964年にシュトゥットガルト大学の教授に就任し、同大学にて軽量構造研究所を設立した。その頃の作品のひとつに、代表作であるミュンヘン・オリンピック競技場がある。1984年、ウィーン工科大学で開催された国際シンポジウム "Mehsch und Raum"(「人と空間」の意) における講演でも注目を集めている。
オットーが手がけた晩年のプロジェクトのひとつとして、2000年のハノーヴァー万国博覧会・日本館があり、材料として紙を用いるなど、材料・構造両面での挑戦的な作品である。
2015年3月9日死去。89歳没。

## 作品
| 名称                               | 年     | 所在地             | 国             | 協働者                         | 備考     |
| ---------------------------------- | ------ | ------------------ | -------------- | ------------------------------ | -------- |
| カッセルの屋外音楽堂               | 1955年 | カッセル           | ドイツ         |                                |          |
| ケルン連邦庭園博覧会 ダンス場      | 1957年 | ケルン             | ドイツ         |                                |          |
| スイス博覧会のパビリオン           | 1964年 | ローザンヌ         | スイス         |                                |          |
| 軽量構造研究所                     | 1967年 | シュトゥットガルト | ドイツ         |                                |          |
| モントリオール万国博覧会西ドイツ館 | 1967年 | モントリオール     | カナダ         |                                |          |
| トワイク宮殿                       | 1970年 | リヤド             | サウジアラビア | ビューロー・ハッポルド社       |          |
| 北極の街                           | 1971年 |                    |                | 丹下健三                       | 実現せず |
| ミュンヘン・オリンピック競技場     | 1972年 | ミュンヘン         | ドイツ         | ギュンター・ベーニッシュ       |          |
| マンハイムの多目的ホール           | 1975年 | マンハイム         | ドイツ         |                                |          |
| ピンク・フロイドのステージ・ルーフ | 1977年 |                    | アメリカ合衆国 |                                |          |
| ミュンヘン動物園・鳥舎             | 1980年 | ミュンヘン         | ドイツ         |                                |          |
| ハノーヴァー万国博覧会日本館屋根   | 2000年 | ハノーファー       | ドイツ         | 坂茂、ビューロー・ハッポルド社 |          |

## 受賞
- トーマス・ジェファーソン・メダル - 1974年
- ウルフ賞芸術部門 - 1996年/1997年
- RIBA(王立英国建築家協会)ロイヤルゴールドメダル - 2005年
- 高松宮殿下記念世界文化賞 - 2006年
- プリツカー賞 - 2015年